# مرير برقاوي
المرير البرقاوي واسمه العلمي (باللاتينية: Picris cyrenaica) نوع نباتي ينتمي إلى جنس المرير من الفصيلة النجمية.

## الموئل والانتشار
موطنه المغرب العربي.

## مرادفات للاسم العلمي
- (باللاتينية: Spitzelia saharae var. cyrenaica Pamp.)